# 邦納冰川
74°28′S 110°40′W / 74.467°S 110.667°W
邦納冰川（英語：Bunner Glacier）是南極洲的冰川，位於瑪麗皇后地，處於熊號半島東北部，流經古爾農半島東南部，美國地質調查局根據測量和該國海軍的空中照片繪入地圖，現時由南極條約體系管理。